# 克里維里赫主站
克里维里赫主站（羅馬化：Kryvyi Rih-Holovnyi）是烏克蘭第聂伯罗彼得罗夫斯克州第二大城市克里维里赫的主要鐵路車站，啟用於1884年。